# Gornji Rinj
Gornji Rinj (cyr. Горњи Рињ) – wieś w Serbii, w okręgu pirockim, w gminie Bela Palanka. W 2011 roku liczyła 2 mieszkańców.